# منطقة بابايورت
منطقة بابايورت (بالروسية: Бабаюртовский район) واحدة من المناطق الإدارية في جمهورية داغستان بروسيا الاتحادية. وهي أكبر المناطق في الجمهورية مساحة.
المركز الإداري للمنطقة قرية بابايورت.

## جغرافيا
تحد غربا جمهورية الشيشان وشرقا بحر قزوين. تبلغ مساحة المنطقة إلى 3.420 كم2.